# Landgraaf
Landgraaf är en kommun i provinsen Limburg i Nederländerna. Kommunens totala area är 24,69 km² (där 0,09 km² är vatten) och invånarantalet är på 39 465 invånare (2005).